# Vincenzo De Luca
Vincenzo De Luca (n. 8 mai 1949, Ruvo del Monte, Basilicata, Italia) este un politician italian.